# Treyarch
 (octobre 2019).
Si vous disposez d'ouvrages ou d'articles de référence ou si vous connaissez des sites web de qualité traitant du thème abordé ici, merci de compléter l'article en donnant les références utiles à sa vérifiabilité et en les liant à la section « Notes et références ».
Treyarch est une société de développement de jeux vidéo créée en 1996 par Peter Akemann et Doğan Köslü (né Don Likeness), et acquise par Activision en 2001. Elle est localisée à Santa Monica en Californie.
En 2005, Gray Matter Interactive fusionne avec Treyarch.
Dans le cadre de la Games Convention, Activision annonçait que Treyarch serait l'un des trois développeurs avec Beenox (PC) et Vicarious Visions (consoles portables) à être derrière leur premier James Bond : 007: Quantum of Solace. En 2010, elle bat le record du nombre de vente d'un jeu vidéo lors de son premier jour de sortie avec plus 310 millions de dollars de vente grâce au jeu Call of Duty: Black Ops. En 2011, elle est chargée du développement du jeu Call of Duty: Modern Warfare 3 sur Wii. En 2012, Treyarch sort Call of Duty: Black Ops II qui bat tous les records de vente avec 500 millions de dollars en 24h et 1 milliard de dollars en exactement 15 jours, devenant l’œuvre de divertissement la plus rentable de tous les temps jusqu'à la sortie de Grand Theft Auto V.

## Jeux

### Développés
- Olympic Hockey Nagano '98 (1998)
- Die by the Sword (1998)
- Die by the Sword: Limb from Limb (1998) (Expansion Pack)
- Triple Play 2000 (1999)
- Draconus: Cult of the Wyrm (2000)
- Max Steel (2000)
- Triple Play 2001 (2000)
- Return to Castle Wolfenstein (2001) (Gray Matter)
- NHL 2K2 (2001)
- Triple Play Baseball (2001)
- Kelly Slater's Pro Surfer (2002)
- Minority Report: Everybody Runs (2002)
- Spider-Man (2002)
- NHL 2K3 (2002)
- Spider-Man 2 (2004)
- Call of Duty : la Grande Offensive (2004) (Gray Matter)
- Call of Duty 2: Big Red One (2005)
- Ultimate Spider-Man (2005)
- Call of Duty 3 (2006)
- Spider-Man 3 (2007) (versions Xbox 360 et PS3)
- Call of Duty: World at War (2008)
- 007: Quantum of Solace (2008)
- Call of Duty: Black Ops (2010)
- Call of Duty: Black Ops II (2012)
- Call of Duty: Black Ops III (2015)
- Call of Duty: Black Ops IIII (2018)
- Call of Duty: Black Ops Cold War (2020)
- Call of Duty: Vanguard (2021) (mode Zombies et parties classées uniquement)
- Call of Duty: Modern Warfare II (2022) (parties classées en Multijoueur uniquement)
- Call of Duty: Black Ops 6 (2024)
- Call of Duty: Black Ops 7 (2025)

### Portages
- Spider-Man (sur Dreamcast)  (à l'origine par Neversoft)
- Tony Hawk's Pro Skater (sur Dreamcast) (à l'origine par Neversoft)
- Tony Hawk's Pro Skater 2 (sur Dreamcast) (à l'origine par Neversoft) (sur PC par Gray Matter)
- Tony Hawk's Pro Skater 2 & Tony Hawk's Pro Skater sous le nom Tony Hawk's Pro Skater 2X (sur Xbox) (à l'origine par Neversoft)
- Call of Duty 4: Modern Warfare sous le nom Call of Duty 4: Modern Warfare - Édition Réflexes (sur Wii) (à l'origine par Infinity Ward)
- Call of Duty: Modern Warfare 3 (sur Wii) (à l'origine par Infinity Ward, Raven Software et Sledgehammer Games)
- Call of Duty: Ghosts (sur Wii U) (à l'origine par Infinity Ward, Raven Software et Neversoft)

### Annulés
- Dead Rush (2004)
- Zombies Chronicles 2 (2019)